# Відбірковий турнір до чемпіонату Європи з футболу серед молодіжних команд 2011. Група 8
Група 8 у відбірковому турнірі, в якій брали участь молодіжні збірні таких країн, як Бельгія, Франція, Мальта, Словенія і Україна.

## Турнірна таблиця
| Команда  | І | В | Н | П | ГЗ | ГП | РГ  | О  |
| -------- | - | - | - | - | -- | -- | --- | -- |
| Україна  | 8 | 4 | 4 | 0 | 13 | 5  | +8  | 16 |
| Бельгія  | 8 | 4 | 3 | 1 | 8  | 5  | +3  | 15 |
| Франція  | 8 | 4 | 3 | 1 | 12 | 6  | +6  | 15 |
| Словенія | 8 | 2 | 2 | 4 | 6  | 10 | -4  | 8  |
| Мальта   | 8 | 0 | 0 | 8 | 0  | 13 | -13 | 0  |

Кваліфікація
- Україна забезпечила собі місце у плей-оф кваліфікації.
- Бельгія, Франція і Словенія вибули.
- Мальта зайняла останнє місце у групі.

## Матчі
| 31 березня 2009 15:30 CET |

| Мальта | 0:2        | Словенія               |
| ------ | ---------- | ---------------------- |
|        | Звіт матчу | Михелич 33' 65 (пен.)' |

| Hibernians Ground, Corradino Арбітр: Петур Райнерт ( Фарерські острови) |

| 9 червня 2009 17:00 CET |

| Україна        | 1:0        | Мальта |
| -------------- | ---------- | ------ |
| Коноплянка 65' | Звіт матчу |        |

| Борекс, Бородянка Арбітр: Николай Йорданов ( Болгарія) |

| 4 вересня 2009 18:00 CET |

| Мальта | 0:1        | Бельгія    |
| ------ | ---------- | ---------- |
|        | Звіт матчу | Кітоко 33' |

| Ta' Qali, Ta' Qali Арбітр: Ігор Шацький ( Молдова) |

| 5 вересня 2009 15:00 CET |

| Словенія    | 1:3        | Франція                                    |
| ----------- | ---------- | ------------------------------------------ |
| Михелич 69' | Звіт матчу | Модест 18' Бакар 43' Шкаработ 90+1 (авт.)' |

| Об Єзеру, Веленє Арбітр: Міхаель Лер'єус ( Швеція) |

| 8 вересня 2009 20:00 CET |

| Бельгія                  | 2:0        | Словенія |
| ------------------------ | ---------- | -------- |
| Ненгголан 56' Лукаку 77' | Звіт матчу |          |

| 't Kuipje, Westerlo Арбітр: Петтері Карі ( Фінляндія) |

| 8 вересня 2009 20:45 CET |

| Франція            | 2:2        | Україна          |
| ------------------ | ---------- | ---------------- |
| Модест 3' Сахо 26' | Звіт матчу | Чеснаков 44' 63' |

| Jean Laville, Геньон Арбітр: Павел Ольшак ( Словаччина) |

| 9 жовтня 2009 19:00 CET |

| Україна    | 1:1        | Бельгія    |
| ---------- | ---------- | ---------- |
| Зозуля 69' | Звіт матчу | Муянгі 67' |

| «Динамо» імені Валерія Лобановського, Київ Арбітр: Стефан Штудер ( Швейцарія) |

| 9 жовтня 2009 20:50 CET |

| Мальта | 0:2        | Франція                 |
| ------ | ---------- | ----------------------- |
|        | Звіт матчу | Модест 54' Аїт-Фана 77' |

| Ta' Qali, Т'Калі Арбітр: Х'ю Джонс ( Уельс) |

| 13 жовтня 2009 20:50 CET |

| Бельгія | 0:0        | Франція |
| ------- | ---------- | ------- |
|         | Звіт матчу |         |

| Стад Ле Канонір, Мускрон Арбітр: Торстен Кінхефер ( Німеччина) |

| 14 жовтня 2009 18:00 CET |

| Словенія | 0:2        | Україна                 |
| -------- | ---------- | ----------------------- |
|          | Звіт матчу | Морозюк 34' Лугачов 44' |

| Arena Petrol, Celje Арбітр: Чарльз Джозеф Річмонд ( Шотландія) |

| 13 листопада 2009 16:00 CET |

| Словенія   | 1:0        | Мальта |
| ---------- | ---------- | ------ |
| Чрнчич 48' | Звіт матчу |        |

| Шпортні парк, Нова-Гориця Арбітр: Анастасіос Какос ( Греція) |

| 13 листопада 2009 20:00 CET |

| Бельгія | 0:2        | Україна         |
| ------- | ---------- | --------------- |
|         | Звіт матчу | Голодюк 36' 73' |

| Staaien, Sint-Truiden Арбітр: Стюарт Еттвелл ( Англія) |

| 17 листопада 2009 19:50 CET |

| Франція       | 1:0        | Словенія |
| ------------- | ---------- | -------- |
| Санкаре 90+3' | Звіт матчу |          |

| Auguste-Delaune, Реймс Арбітр: Мейр Леві ( Ізраїль) |

| 3 березня 2010 16:00 CET |

| Бельгія         | 1:0        | Мальта |
| --------------- | ---------- | ------ |
| Кумс 74 (пен.)' | Звіт матчу |        |

| Дакнам, Локерен Арбітр: Рене Айснер ( Австрія) |

| 29 травня 2010 18:00 CET |

| Мальта                                            | 0:3        | Україна |
| ------------------------------------------------- | ---------- | ------- |
| Ракицький 87 (пен.)' Ярмоленко 89' Федорчук 90+4' | Звіт матчу |         |

| Ta' Qali, Т'Калі Арбітр: Ларс Крістофферсен ( Данія) |

| 11 серпня 2010 18:15 CET |

| Франція | 0:1        | Бельгія         |
| ------- | ---------- | --------------- |
|         | Звіт матчу | Мокулу Тембе 8' |

| Рабін, Ванн Арбітр: Лука Банті ( Італія) |

| 3 вересня 2010 16:00 CET |

| Словенія                         | 2:2        | Бельгія                |
| -------------------------------- | ---------- | ---------------------- |
| Михелич 63 (пен.)' Х. Вукчич 81' | Звіт матчу | Мунунга 44' Декеві 60' |

| Об Єзеру, Веленє Арбітр: Ян Валашек ( Словаччина) |

| 3 вересня 2010 18:30 CET |

| Україна                        | 2:2        | Франція              |
| ------------------------------ | ---------- | -------------------- |
| Бутко 54' Ракицький 58 (пен.)' | Звіт матчу | Бакар 62' Рів'єр 74' |

| Оболонь, Київ Арбітр: Милорад Мажич ( Сербія) |

| 7 вересня 2010 17:00 CET |

| Франція                      | 2:0        | Мальта |
| ---------------------------- | ---------- | ------ |
| Кітамбала 58' Янга-Мбіва 66' | Звіт матчу |        |

| Ля Лікорне, Ам'єн Арбітр: Артур Соареш Діаш ( Португалія) |

| 7 вересня 2010 17:00 CET |

| Україна | 0:0        | Словенія |
| ------- | ---------- | -------- |
|         | Звіт матчу |          |

| Оболонь, Київ Арбітр: Реймонд Кренгл ( Північна Ірландія) |

## Бомбардири
Станом на 7 вересня було забито 39 голів за 20 матчів, в середньому 1,95 гол за гру.
| Поз. | Гравець            | Країна   | Голи |
| ---- | ------------------ | -------- | ---- |
| 1    | Рене Михелич       | Словенія | 4    |
| 2    | Антуан Модест      | Франція  | 3    |
| 3    | Олег Голодюк       | Україна  | 2    |
| 3    | Джамель Бакар      | Франція  | 2    |
| 3    | Ярослав Ракицький  | Україна  | 2    |
| 3    | Володимир Чеснаков | Україна  | 2    |
| 3    | Євген Коноплянка   | Україна  | 2    |